# Fisheye (magazine)
Fisheye est un magazine bimestriel consacré à l’actualité mondiale de la photographie sur le plan économique, esthétique, culturel, technique et sociologique fondé en juillet 2013 par Benoît Baume.

## Présentation
En 2019, Fisheye compte 10 500 abonnés, et sa diffusion en kiosque varie entre 17 000 et 22 000 exemplaires. 
Fisheye a créé en octobre 2016 une galerie de photographie, la Fisheye Gallery, située au 2 rue de l'Hôpital-Saint-Louis dans le 10e arrondissement de Paris et en 2019 à Arles, 19 rue Jouvène.
La société éditrice, Be Contents, édite également deux revues professionnelles mensuelles, Photo Retailer et Mobile Retailer, et une revue trimestrielle, Home Appliance Retailer[réf. souhaitée].

## Équipe rédactionnelle
L’équipe rédactionnelle comprend notamment :
- Benoît Baume, directeur de la rédaction[4];
- Jean-Christophe Béchet (auteur en particulier de : Petite philosophie pratique de la prise de vue photographique), invité permanent de la rédaction ;
- André Gunthert, maître de conférences à l'EHESS, auteur, notamment, de L'Image partagée : rubrique Images sociales ;